# ガードナー国際賞
ガードナー国際賞（ガードナーこくさいしょう、英語：Canada Gairdner International Award）は、カナダのガードナー財団より、医学に対して顕著な発見や貢献を行った者に与えられる学術賞。財団の創設者の名を冠している。毎年、三名から六名に与えられる。医学分野で最も著名な賞の一つ。2009年よりガードナー国際保健賞（Canada Gairdner Global Health Award）の授与を行っている。

## ガードナー国際賞
太字はノーベル賞受賞者
- 1959年 Alfred Blalock、ヘレン・ブルック・タウシグ、Charles A. Ragan、Harry M. Rose、William D.M. Paton、Eleanor Zaimis、Wilfred G. Bigelow
- 1960年 Joshua Harold Burn、ジョン・ヘイシャム・ギボン、William F. Hamilton、John McMichael、Karl Friedrich Meyer、Arnold Rice Rich
- 1961年 Russell Brock、Alan C. Burton、Alexander B. Gutman、Jonas Kellgren、ウルフ・スファンテ・フォン・オイラー
- 1962年 フランシス・クリック、Albert H. Coons、Clarence Crafoord、Henry G. Kunkel、Stanley J. Sarnoff
- 1963年 Murray L. Barr、Jacques Genest、Irvine H. Page、Pierre Grabar、C. Walton Lillehei、Eric G.L. Bywaters
- 1964年 シーモア・ベンザー、Karl H. Beyer Jr.、Deborah Doniach、Ivan M. Roitt、Donald Walter Gordon Murray、Keith R. Porter
- 1965年 ジェロム・コン、Robin R.A. Coombs、Charles Enrique Dent、Charles Philippe Leblond、Daniel J. McCarty、F. Horace Smirk
- 1966年 ロドニー・ロバート・ポーター、Geoffrey S. Dawes、チャールズ・ハギンズ、Willem J. Kolff、ルイ・ルロワール、ジャック・ミラー、Jan Waldenström
- 1967年 クリスチャン・ド・デューブ、マーシャル・ニーレンバーグ、ジョージ・エミール・パラーデ、ジュリアス・アクセルロッド、Sidney Udenfriend、D. Harold Copp、w:Iain Macintyre、Peter J. Moloney、James Fraser Mustard
- 1968年 Bruce Chown、James L. Gowans、ジョージ・ヒッチングス、Jacques Oudin、J. Edwin Seegmiller
- 1969年 Frank J. Dixon、John P. Merrill、Belding H. Scribner、Robert B. Salter、エール・サザランド、アーネスト・マコラック、F. Mason Sones、ジェイムズ・ティル
- 1970年 Vincent P. Dole、W. Richard S. Doll、Robert A. Good、ニールス・イェルネ、ロバート・メリフィールド
- 1971年 チャールズ・ベスト、Rachmiel Levine、フレデリック・サンガー、ドナルド・スタイナー、Solomon A. Berson、ロサリン・ヤロー
- 1972年 スネ・ベリストローム、ブリトン・チャンス、Oleh Hornykiewicz、Robert Russell Race、Ruth Sanger
- 1973年 Roscoe O. Brady、Denis P. Burkitt、John Charnley、石坂公成、石坂照子、Harold E. Johns
- 1974年 デビッド・ボルティモア、ハワード・マーティン・テミン、Hector F. DeLuca、ロジェ・ギルマン、アンドリュー・ウィクター・シャリー、Hans J. Müller-Eberhard、Juda Hirsch Quastel
- 1975年 Ernest Beutler、バルーク・サミュエル・ブランバーグ、Henri G. Hers、Hugh E. Huxley、John D. Keith、William T. Mustard
- 1976年 ゴッドフリー・ハウンズフィールド、Thomas R. Dawber、William B. Kannel、Eugene P. Kennedy、George Klein、ジョージ・スネル
- 1977年 K. Frank Austen、Cyril Clarke、ジャン・ドーセ、Henry G. Friesen、Victor A. McKusick
- 1978年 シドニー・ブレナー、ジャン＝ピエール・シャンジュー、Donald S. Fredrickson、サミュエル・O・フリードマン、フィル・ゴールド、エドヴィン・クレープス、Elizabeth C. Miller、James A. Miller、Lars Terenius
- 1979年 ジェームス・ブラック、George F. Cahill Jr.、ウォルター・ギルバート、エルウッド・ジェンセン、フレデリック・サンガー、Charles R. Scriver
- 1980年 ポール・バーグ、Irving B. Fritz、ハー・ゴビンド・コラナ、Efraim Racker、Jesse Roth、Michael Sela
- 1981年 マイケル・ブラウン、ジョーゼフ・ゴールドスタイン、張槐耀 （de:Wai Yiu Cheung）、王學荊 （de:Jerry H.-C. Wang）、ジョージ・ケーラー、セーサル・ミルスタイン、エリザベス・F・ニューフェルド、Saul Roseman、ベンクト・サミュエルソン
- 1982年 Gilbert Ashwell、ギュンター・ブローベル、アービド・カールソン、Paul Janssen、Manfred M. Mayer
- 1983年 Donald A. Henderson、ブルース・エイムス、Gerald D. Aurbach、John A. Clements、Richard K. Gershon、利根川進
- 1984年 J・マイケル・ビショップ、ハロルド・ヴァーマス、アルフレッド・ギルマン、マーティン・ロッドベル、簡悦威、Kresimir Krnjevic、Robert L. Noble
- 1985年 スタンリー・コーエン、ポール・ラウターバー、Raymond U. Lemieux、Mary F. Lyon、マーク・プタシュネ、チャールズ・ヤノフスキー
- 1986年 Jean-Francois Borel、James E. Darnell、フィリップ・シャープ、Adolfo J. de Bold、T. Geoffrey Flynn、Harald Sonnenberg、ピーター・ドハーティー、ロルフ・ツィンカーナーゲル、マイケル・スミス
- 1987年 René Favaloro、ロバート・ギャロ、リュック・モンタニエ、ヴァルター・ゲーリング、エドワード・ルイス、エリック・カンデル、Michael G. Rossmann
- 1988年 Albert J. Aguayo、Michael J. Berridge、西塚泰美、トーマス・チェック、Michael A. Epstein、ロバート・レフコウィッツ
- 1989年 Mark M. Davis、麦徳華、Jean-Marie Ghuysen、Louis M. Kunkel、Ronald G. Worton、エルヴィン・ネーアー、ベルト・ザクマン
- 1990年 フランシス・コリンズ、John R. Riordan、徐立之（Lap-Chee Tsui）、Victor Ling、オリヴァー・スミティーズ、エドウィン・サザン、エドワード・ドナル・トーマス
- 1991年 シドニー・ブレナー、ジョン・サルストン、ジューダ・フォークマン、ロバート・ファーチゴット、David H. MacLennan、キャリー・マリス
- 1992年 リーランド・ハートウェル、増井禎夫、ポール・ナース、リチャード・ピート、バート・フォーゲルシュタイン、ロバート・ワインバーグ
- 1993年 マリオ・カペッキ、オリヴァー・スミティーズ、Alvan R. Feinstein、スタンリー・B・プルシナー、Michel M. Ter-Pogossian
- 1994年 パメラ・ビョークマン、Don C. Wiley、アンソニー・ハンター、アンソニー・ポーソン、ドナルド・メトカーフ
- 1995年 Bruce Alberts、アーサー・コーンバーグ、ロジャー・Y・チエン
- 1996年 ロバート・ランガー、バリー・マーシャル、ジェームズ・ロスマン、ランディ・シェクマン、ジャネット・ラウリー
- 1997年 Corey S. Goodman、エルキ・ルースラーティ、リチャード・ハインズ、アルフレッド・ジョージ・クヌードソンJr
- 1998年 エリザベス・H・ブラックバーン、キャロル・W・グライダー、Giuseppe Attardi、Walter Neupert、Gottfried Schatz
- 1999年 アブラム・ハーシュコ、アレクサンダー・バーシャフスキー、ロバート・ホロビッツ、Andrew Wyllie
- 2000年 Jack Hirsh、ロジャー・コーンバーグ、ロバート・ローダー、Alain Townsend、Emil Unanue
- 2001年 Clay Armstrong、Bertil Hille、ロデリック・マキノン、Marc Kirschner
- 2002年 Philip Palmer Green、エリック・ランダー、Maynard V. Olson、ジョン・サルストン、クレイグ・ヴェンター、Michael S. Waterman、Robert Waterston、ジャン・ワイセンバッハ、フランシス・コリンズ （Award of Merit）、ジェームズ・ワトソン （Award of Merit）
- 2003年 リチャード・アクセル、リンダ・バック、ウェイン・ヘンドリクソン、小川誠二、ラルフ・スタインマン
- 2004年 シーモア・ベンザー、R. John Ellis、フランツ＝ウルリッヒ・ハートル、Arthur L. Horwich、George Sachs
- 2005年 ジェフリー・フリードマン、Douglas Coleman、クレイグ・メロー、アンドリュー・ファイアー、ブレンダ・ミルナー、エンデル・タルヴィング
- 2006年 Ralph L. Brinster、ロナルド・エヴァンス、Alan Hall、Thomas D. Pollard、ジョーン・A・スタイツ
- 2007年 チャールズ・デビッド・アリス、Kim A. Nasmyth、デニス・スレイモン、Harry F. Noller、トマス・A・スタイツ
- 2008年 ヴィクター・アンブロス、ハラルド・ツア・ハウゼン、ゲイリー・ラヴカン、ネイハム・ソネンバーグ、Samuel Weiss
- 2009年 Peter Walter、森和俊、ルーシー・シャピロ、Richard Losick、山中伸弥
- 2010年 William A. Catterall、ピエール・シャンボン、ウィリアム・ケリン、ピーター・ラトクリフ、グレッグ・セメンザ
- 2011年 エイドリアン・バード、ハワード・シダー、Aharon Razin、審良静男、ジュール・ホフマン
- 2012年 ジェフリー・ホール、マイケル・ロスバッシュ、マイケル・ヤング、Thomas Jessell、Jeffrey V. Ravetch
- 2013年 ハーヴィー・オルター、Daniel W. Bradley、マイケル・ホートン（辞退）,[1] スティーブン・エレッジ、グレゴリー・ウィンター
- 2014年 ジェームズ・P・アリソン、ティティア・デ・ランゲ、マーク・フェルドマン、Ravinder Nath Maini、Harold F. Dvorak、ナポレオーネ・フェラーラ
- 2015年 ルイス・カントレー、マイケル・ホール、リン・マクアット、大隅良典、坂口志文
- 2016年 フェン・チャン、ジェニファー・ダウドナ、エマニュエル・シャルパンティエ、Philippe Horvath、Rodolphe Barrangou
- 2017年 遠藤章、デヴィッド・ジュリアス、Lewis E. Kay、Rino Rappuoli、フーダ・ゾービ
- 2018年 アジム・スラーニ、Davor Solter、Edward Boyden、カール・ダイセロス、ペーター・ヘーゲマン
- 2019年 John Diffley、ロナルド・ベール、Timothy A. Springer、Bruce William Stillman、Susan Band Horwitz
- 2020年 竹市雅俊、Rolf Kemler、Roel Nusse、Mina J. Bissell、エレイン・フックス
- 2021年 ダニエル・J・ドラッカー、ジョエル・ハベナー、Jens Juul Holst、メアリー＝クレア・キング
- 2022年 ステュアート・オーキン、ジョン・E・ディック、:Pieter Cullis、ドリュー・ワイスマン、カリコー・カタリン
- 2023年 デミス・ハサビス、ジョン・M・ジャンパー、ボニー・バスラー、Everett Peter Greenberg、Michael Seth Silverman
- 2024年 ジーリグ・エシュハー、ミシェル・サデラン、シャンカー・バラスブラマニアン、David Klenerman、Pascal Mayer
- 2025年 マイケル・J・ウェルシュ、Paul Negulescu、Spyros Artavanis-Tsakonas、Iva Greenwald、Gary Struhl

## ガードナー国際保健賞
太字はノーベル賞受賞者
- 2009年 Nubia Muñoz
- 2010年 Nicholas White
- 2011年 Robert Edward Black
- 2012年 Brian M. Greenwood
- 2013年 King K. Holmes
- 2014年 大村智
- 2015年 Peter Piot
- 2016年 アンソニー・ファウチ
- 2017年 Cesar Victora
- 2018年 Alan Lopez、Christopher J.L. Murray
- 2019年 ヴィクラム・パテル
- 2020年 Salim S. Abdool Karim、Quarraisha Abdool Karim
- 2021年 管軼、Malik Peiris
- 2022年 Zulfiqar Bhutta
- 2023年 José Belizán
- 2024年 Gagandeep Kang
- 2025年 André Briend